# Herbert James Draper

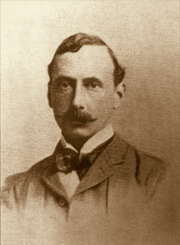
Herbert James Draper, 1900

Herbert James Draper (1863 - 1920) was een Engels kunstschilder uit het victoriaans tijdperk.

## Leven en werk
Draper werd geboren in Londen. Na een studie aan de Royal Academy of Arts maakte hij meerdere studiereizen naar Parijs en Rome. In 1891 huwde hij zijn vrouw Ida, met wie hij een dochter kreeg. In de jaren 1890 werkte hij behalve als kunstschilder ook veel als boekillustrator, om zo in zijn levensonderhoud te kunnen voorzien.
In 1894 begon Draper aan zijn belangrijkste scheppingsperiode, tijdens welke hij vooral thema’s uit de (veelal Griekse) mythologie schilderde, op groot formaat. Zijn in 1898 geschilderde werk "The Lament for Icarus" won in 1900 tijdens de wereldtentoonstelling te Parijs een gouden medaille.
Hoewel Draper geen lid was van de Royal Academy nam hij vanaf 1887 tot kort voor zijn dood jaarlijks deel aan hun exposities. Tijdens zijn leven genoot Draper ruime bekendheid, niet in de laatste plaats vanwege de portretten die hij schilderde. Tegen het einde van zijn leven taande zijn populariteit. Heden ten dage is hij nog slechts in beperkte kring gekend.

## Galerij

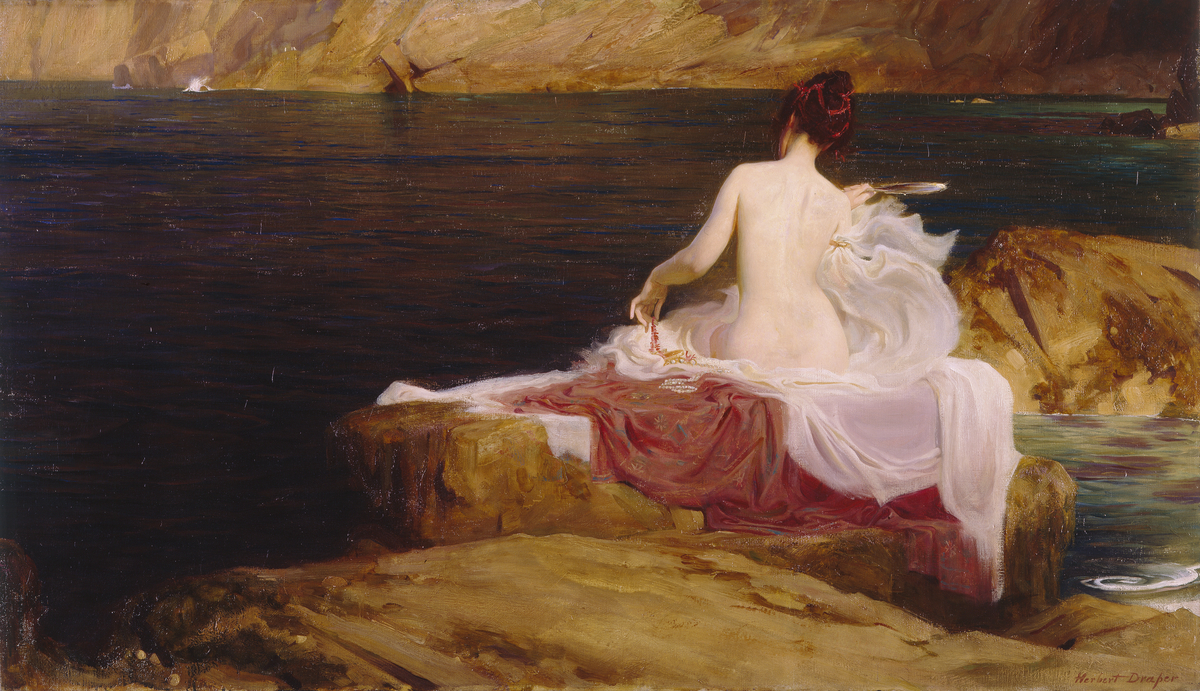
Calypso's Isle, (1897)
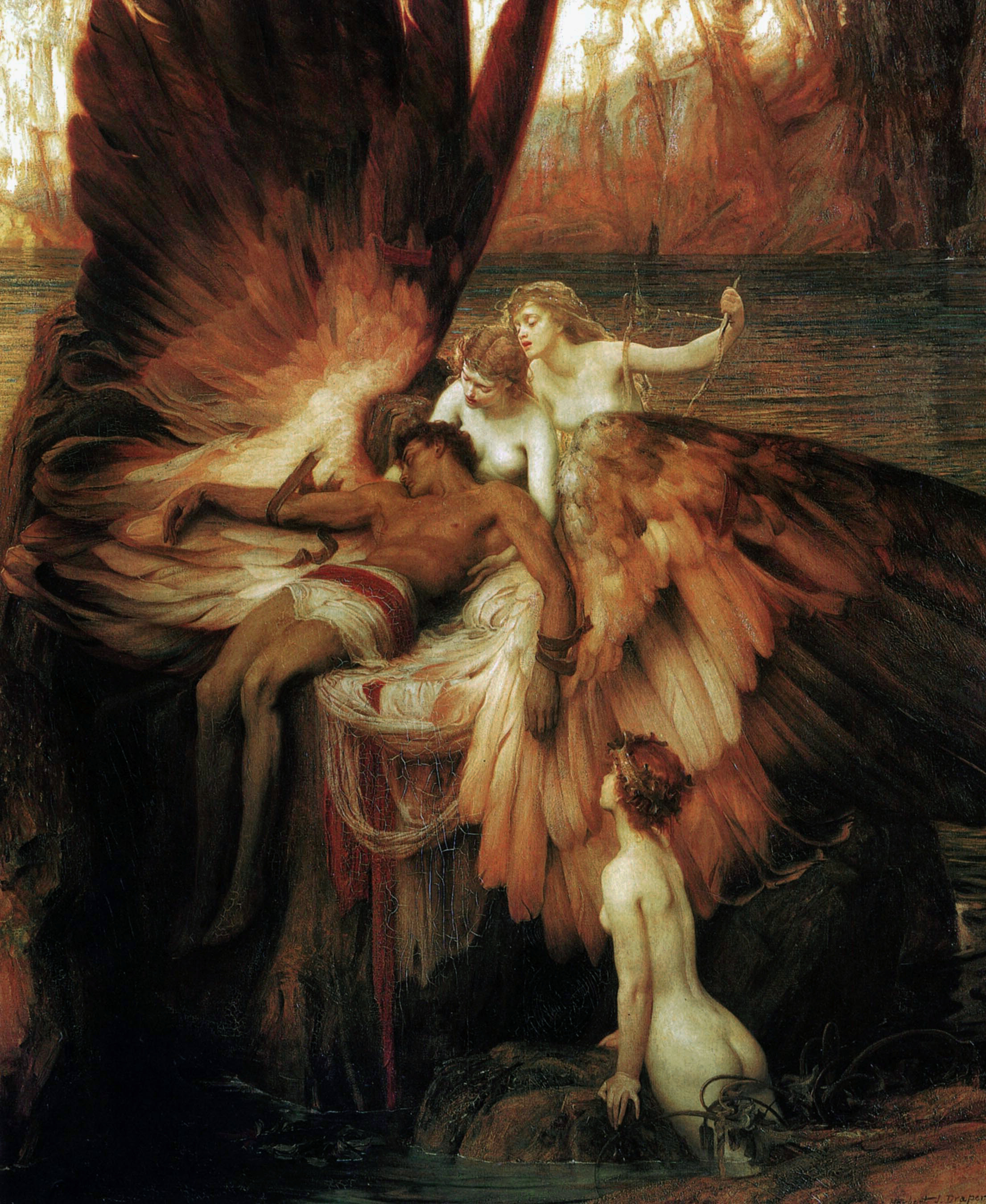
The Lament for Icarus, (1898)
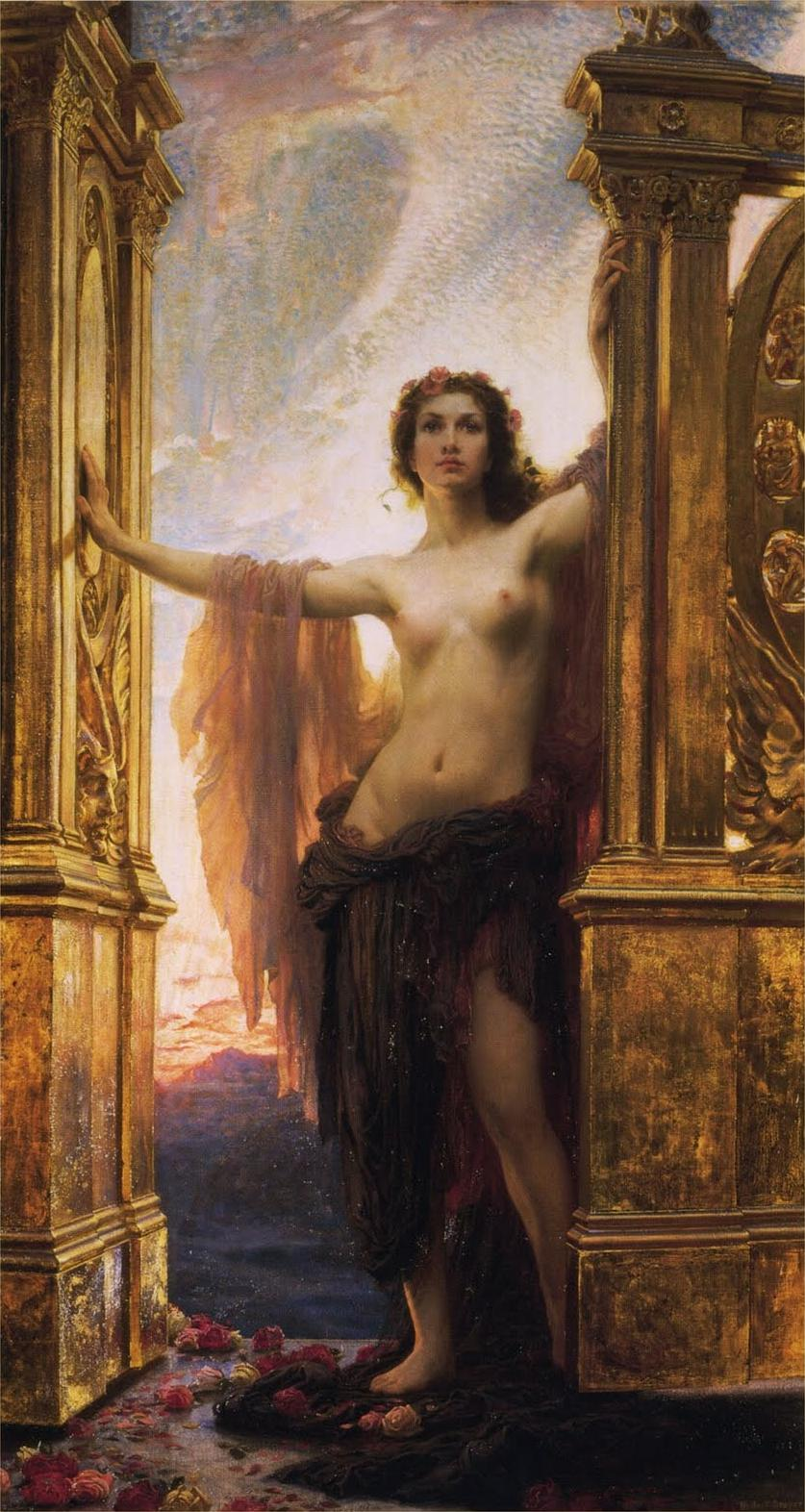
The Gates of Dawn, (1900)
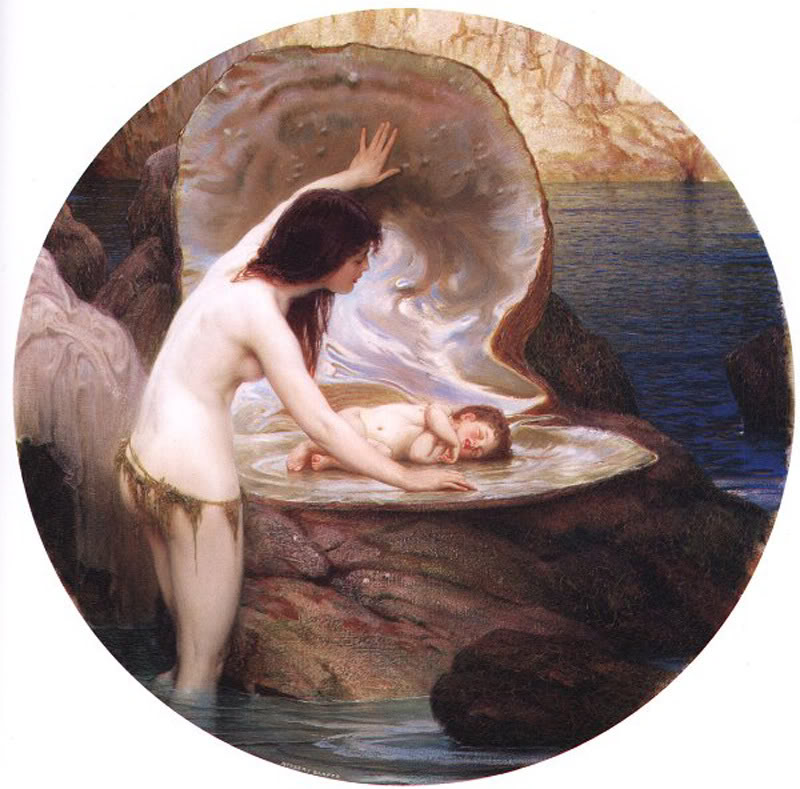
A Water Baby, (1900)
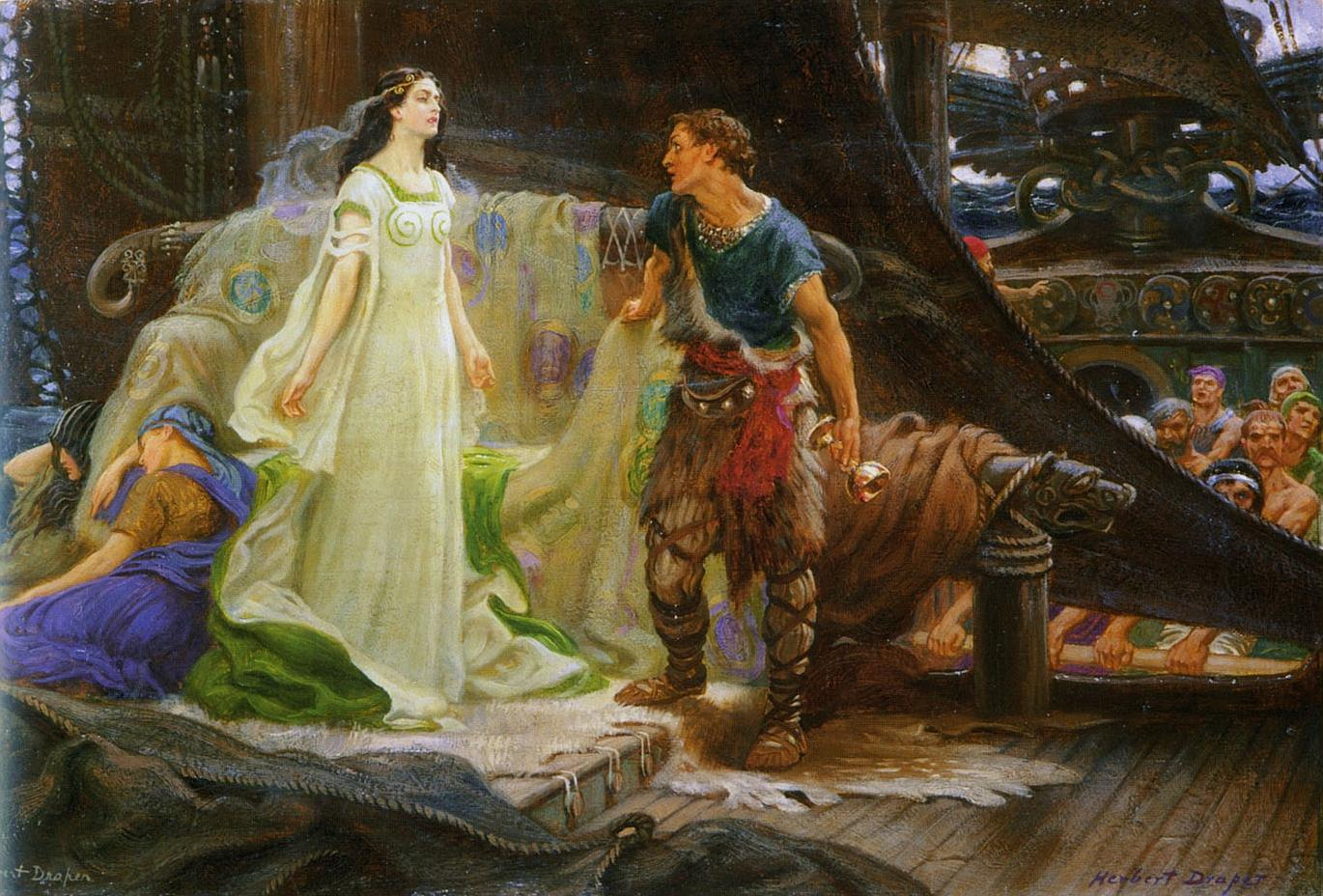
Tristan and Isolde, (1901)
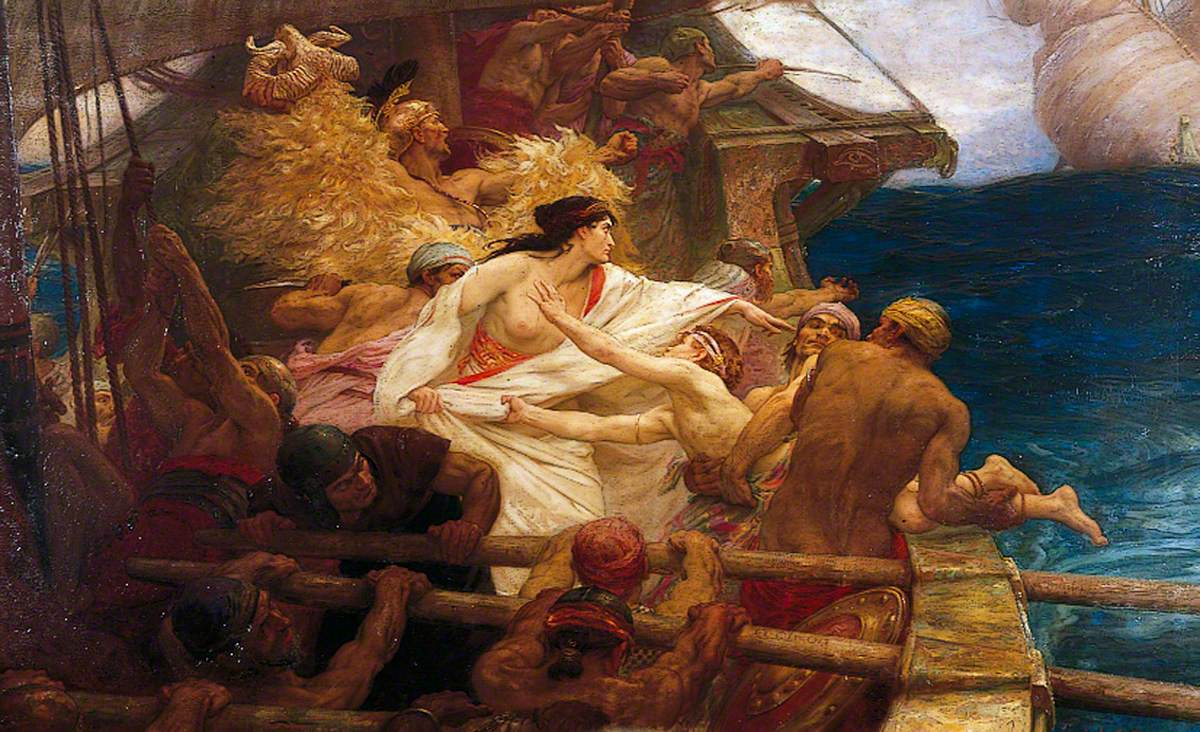
The Golden Fleece, (1904)
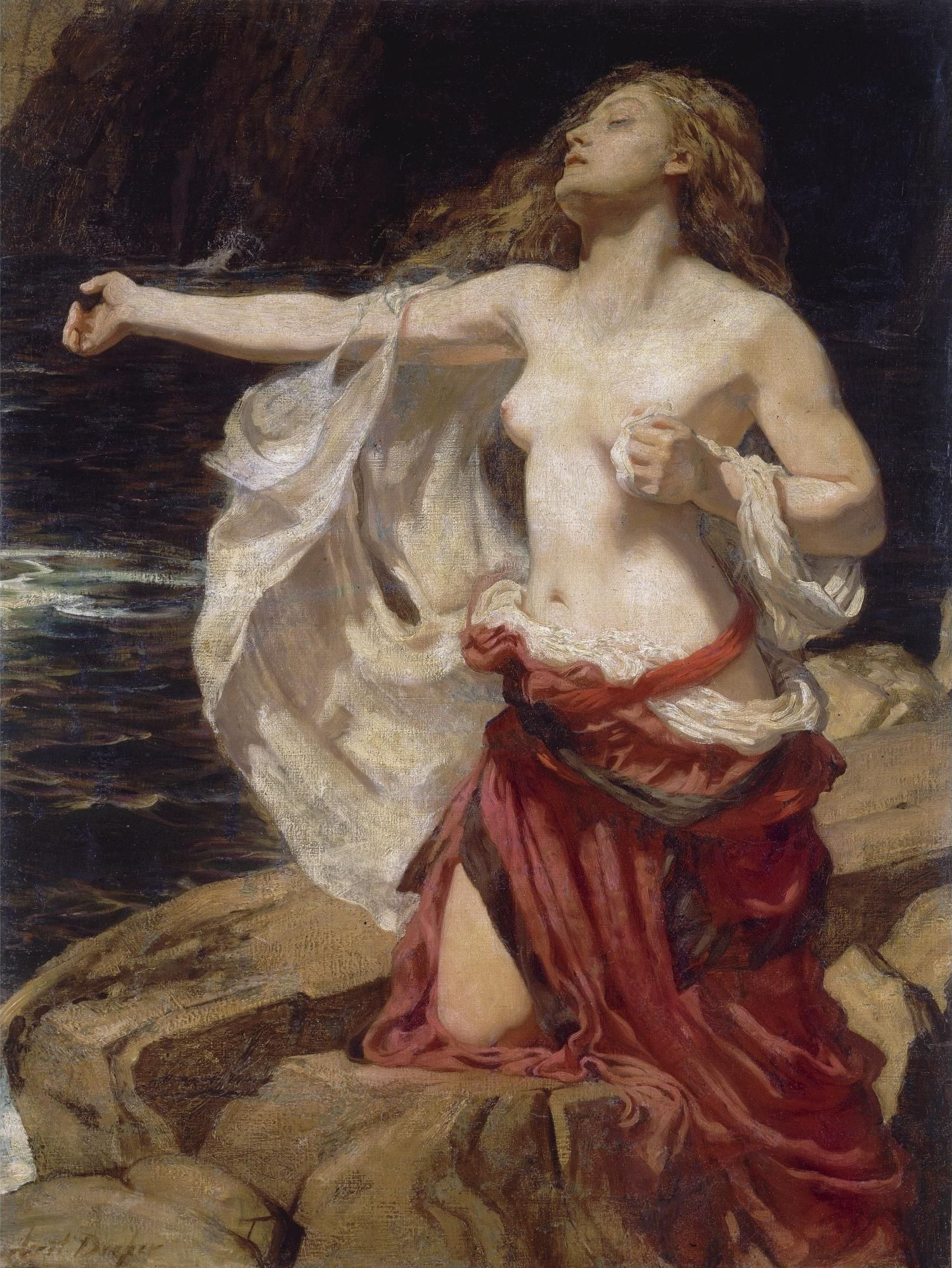
Ariadne, (circ. 1905)
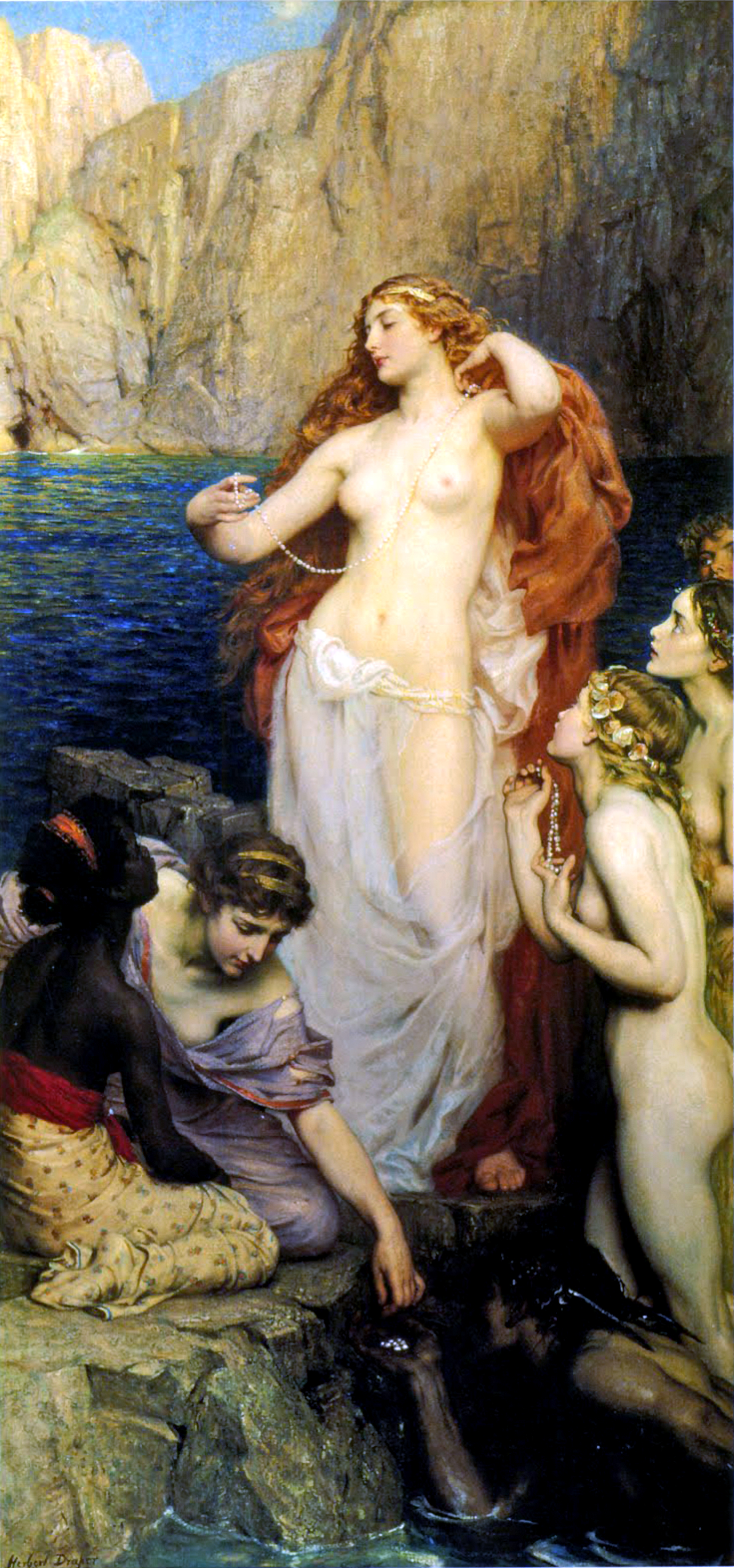
The Pearls of Aphrodite, (1907)
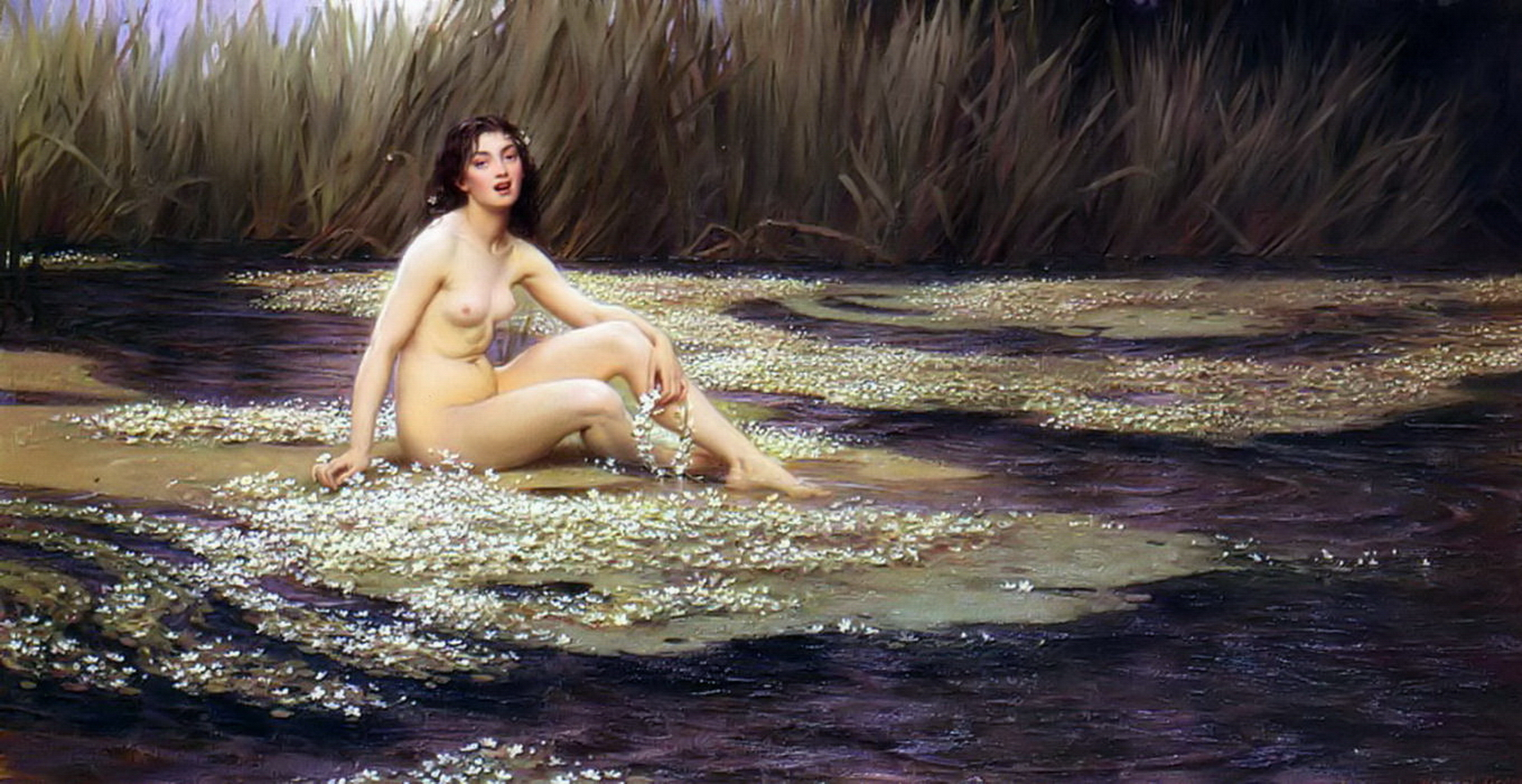
The Water Nixie, (1908)
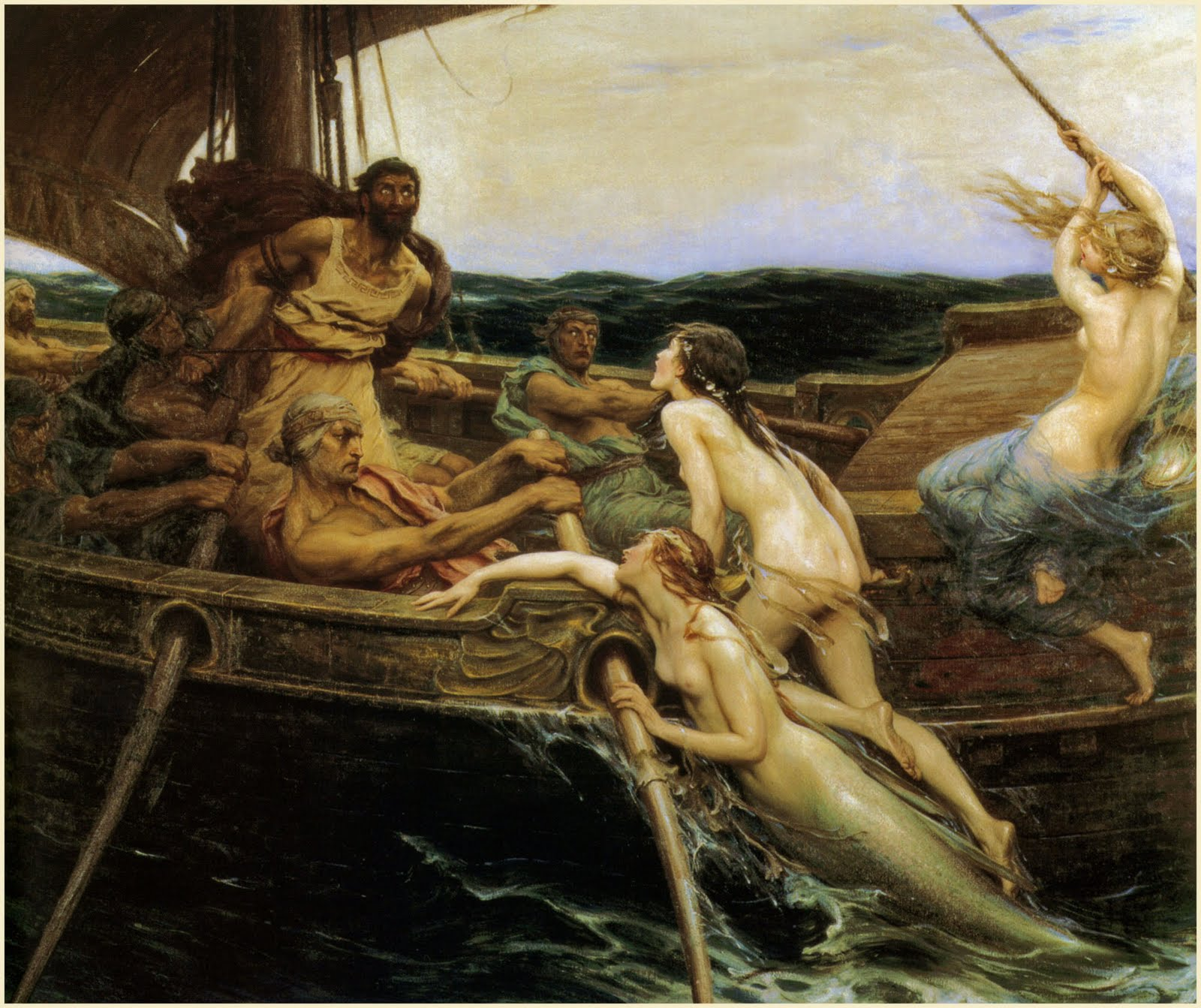
Ulysses and the Sirens, (1909)
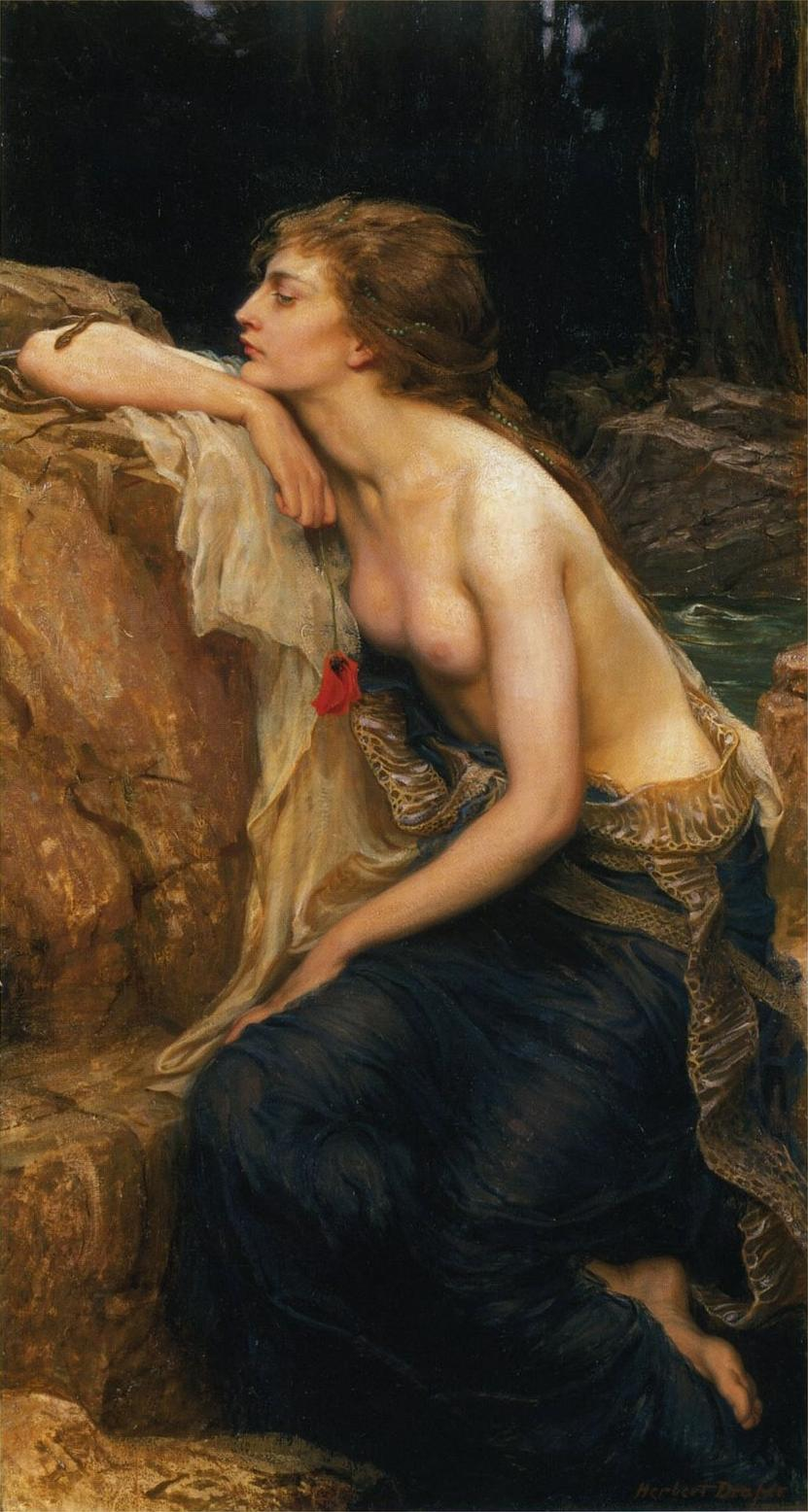
Lamia, (1909)
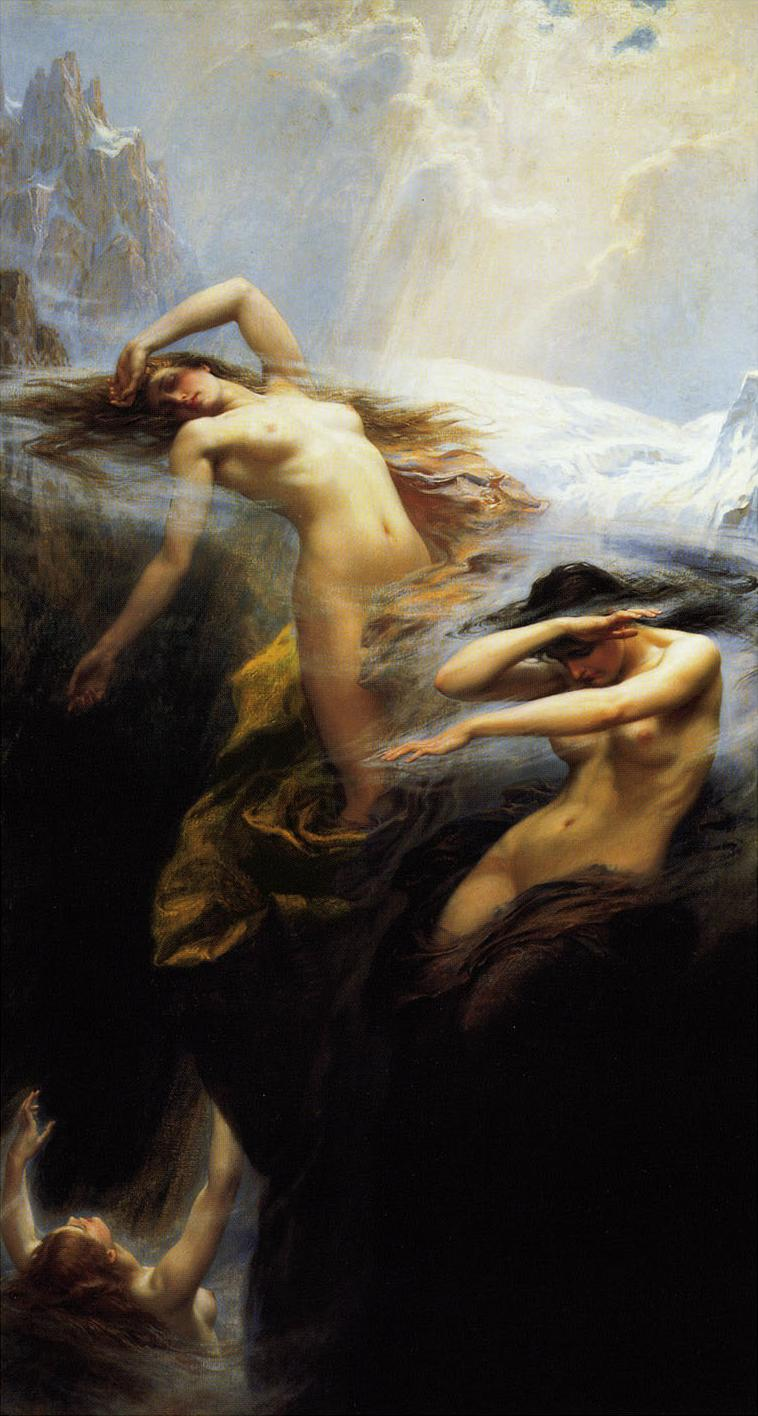
Clyties of the Mist, (1912)
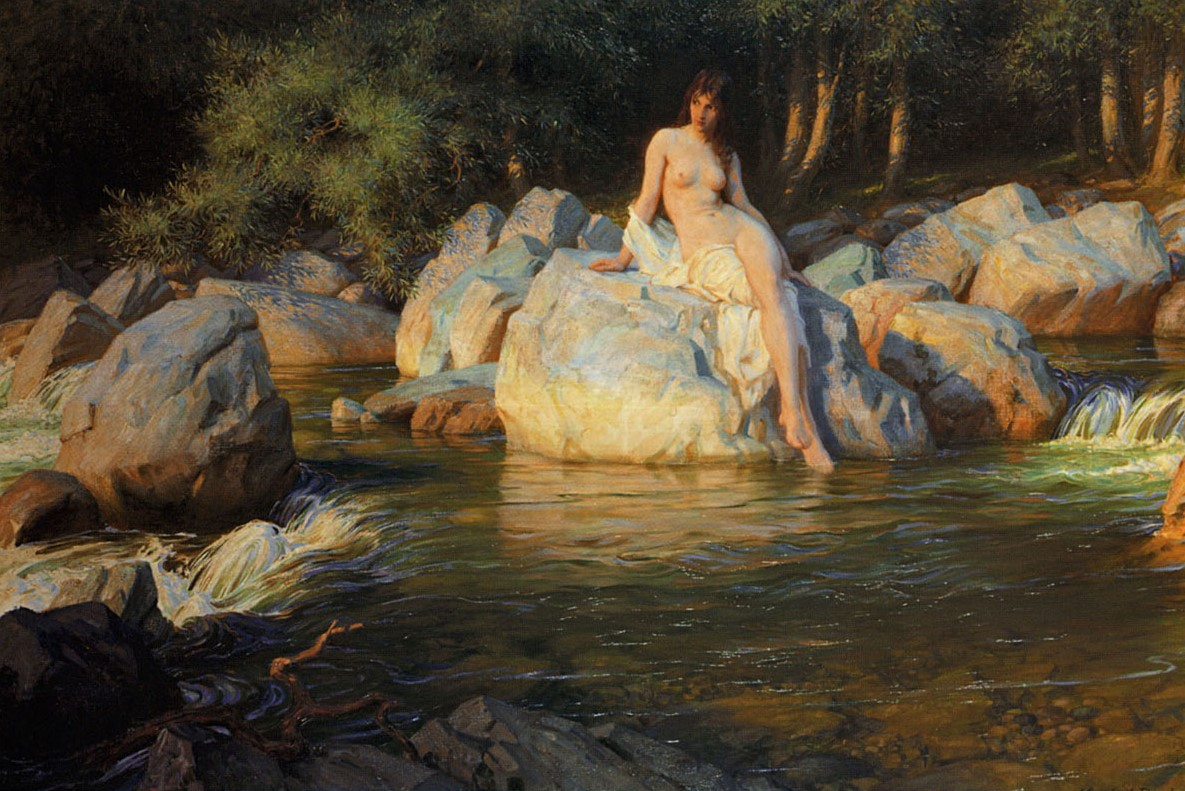
The Kelpie, (1913)
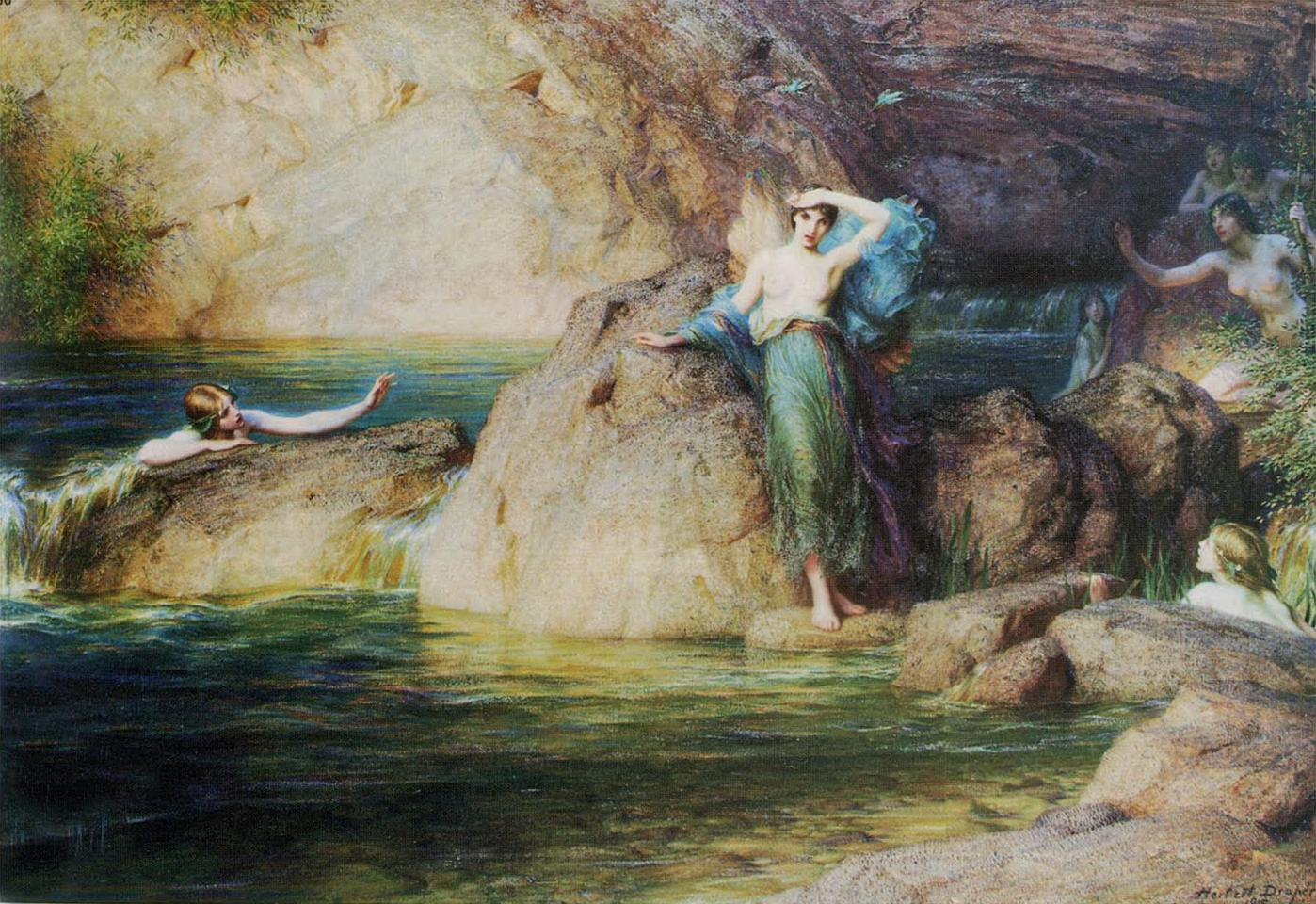
Halcyone, (1915)
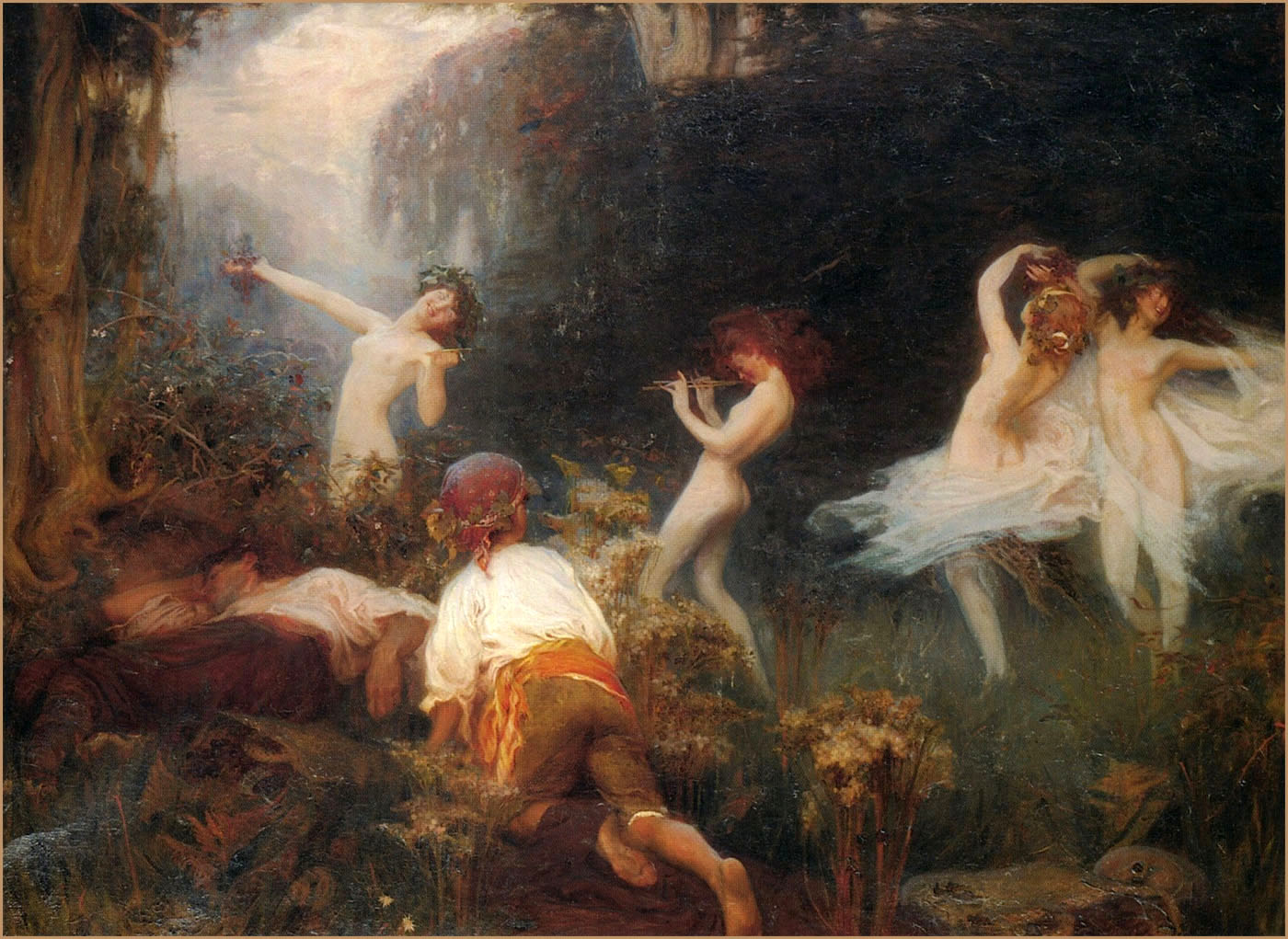
The Vintage Morn